# Marokkó–Kongó-szerződés

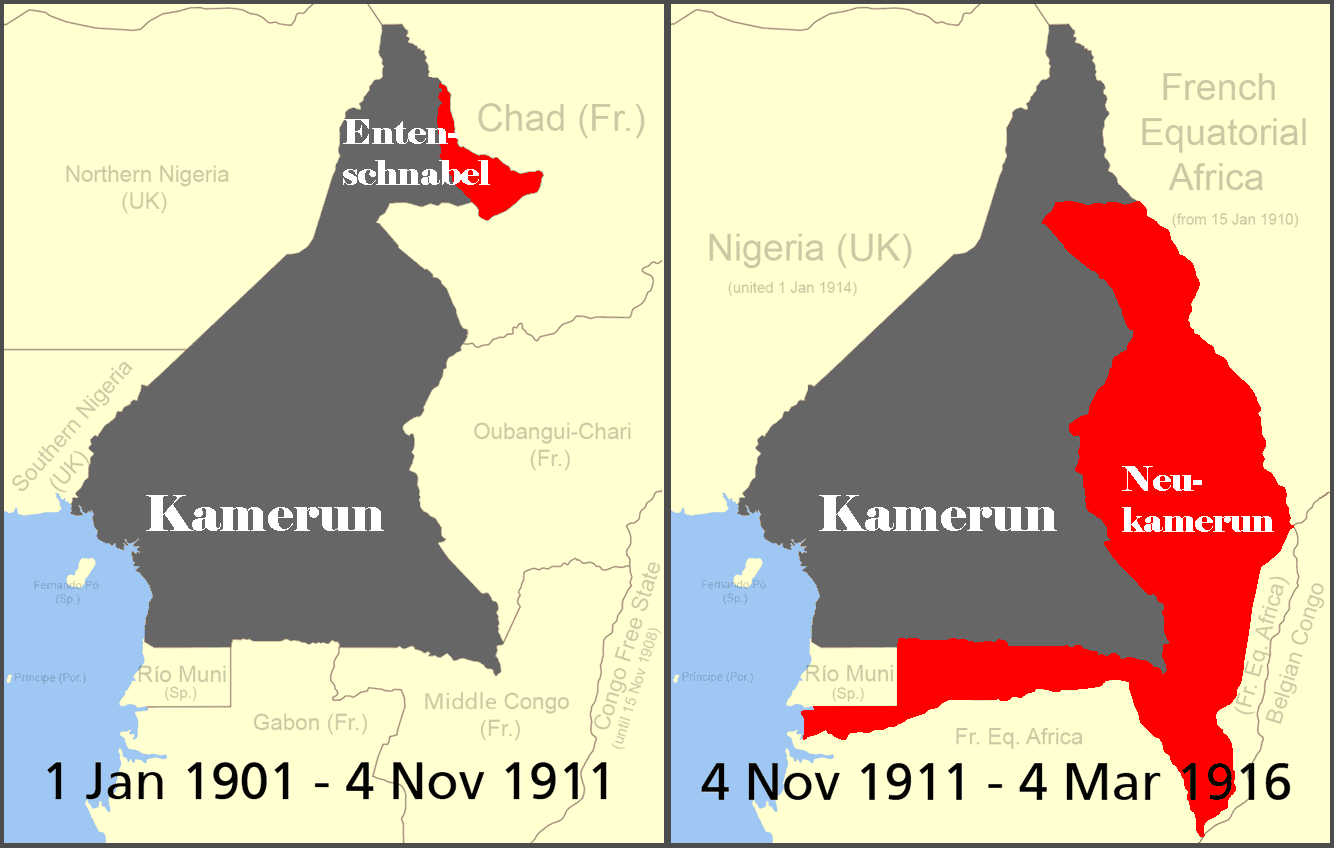
A területcserét ábrázoló térkép

A Marokkó–Kongó-szerződés megkötésével zárta le Franciaország és Németország  a második marokkói válságot 1911. november 5-én.
Ebben Németország elismerte a francia protektorátust Marokkó felett, amiért cserébe Francia Kongó egy 295 000 km²-es darabját kapta meg egymillió lakossal. A Kamerunhoz hozzácsatolt ezen keleti, illetve déli területeket Új-Kamerunnak (Neukamerun) nevezték. A területnyereség révén két elefántagyarnak (Elefanten-Stoßzähne) nevezett nyúlvánnyal Német-Kamerun elérte az Ubangi és Kongó folyókat és ezáltal Belga-Kongót is, ami által a belga gyarmat későbbi felosztása során területi igényeket fogalmazhattak volna meg. Ezenkívül Németország megkapta az elővásárlási jogot Spanyol-Guineára, melyet most már teljes egészében német kézen lévő területek vettek körbe. A Kamerun északi részén lévő „kacsacsőr” egy darabját (12 000 km²) Németország átadta Franciaországnak. A területnyereség (kb. 283 000 km²) csak egy kis része volt annak, amit a német kormányzat meg szeretett volna kapni.
A német sajtó és a közvélemény nem volt elégedett a tárgyalásokon elért eredményekkel és a szerződést az 1850-es olmützi szerződéshez hasonlították, párhuzamot vonva Poroszország akkori diplomáciai vereségével.

## Linkek
- Pressemappe 20. Jahrhundert – német nyelvű újságcikkek gyűjteménye a témában (Deutsche Zentralbibliothek für Wirtschaftswissenschaften)